# Dante's Inferno (band)
Dante's Inferno is een Belgische band die gevormd werd in de regio van Aalst begin jaren negentig en actief was in de jaren 1991-1995.
Tegen de toenmalige tijdsgeest in (begin jaren negentig werd gedomineerd door snoeiharde gitaren en bijbehorende grunge-sound), maakte de band een mix van ijle New-Wave, scherpe Post-Punk en donkere Folk. Het geluid van de groep was beïnvloed door Joy Division, The Cure, maar ook door de poëzie van Leonard Cohen, Slowdive en Dead Can Dance.
Na het opnemen van een demo onder toeziend oog van Twin Focus/ Guy Rooms speelde de groep diverse concerten in de alternatieve scene van toen.  
Op het podium bespeelde de band, naast het gebruikelijke rock-instrumentarium ook olievaten, fluiten en af en toe kwamen er ook klokken aan te pas. 
De groep maakte er een gewoonte van om bij elk optreden het podium en indien mogelijk meteen ook de zaal in een dikke nevel te hullen.
In het najaar van 1995 eisten studies, werk, hobby's en amoureuze escapades zoveel tijd dat de band spontaan implodeerde.
De band werd in 2018 opgenomen in het boek Onion Rock